# 島田歌穂
島田 歌穂（しまだ かほ）は、日本の女優、歌手、大阪芸術大学芸術学部舞台芸術学科教授。本名は島 歌穂（しま かほ）。

## 経歴
東京都港区出身。音楽家の父・島田敬穂と、宝塚歌劇団出身でジャズ歌手の母・筑波嶺玲子（別名：丹波礼子）との間に生まれ、幼少期に松山バレエ団でバレエを習い始め、のち６歳のときから西野バレエ団に移るのと同時にピアノを習い始める。港区立青山中学校、私立東亜学園、東京都立城南高等学校を経て堀越高等学校卒業。
1974年 - 1977年放送のドラマ『がんばれ!!ロボコン』(東映)のヒロイン・ロビンちゃん役で人気を博す。
その後、作詞家のなかにし礼によってアイドルとして見出され、1981年トリオレコードより歌手デビュー。
1982年、ミュージカル『シンデレラ』シンデレラ役で初主役、初舞台。以後、舞台女優に転身。
1987年、ミュージカル『レ・ミゼラブル』日本初演のエポニーヌ役で脚光を浴び、2001年までロングラン公演に参加し、出演回数は1,000回を超えた。2011年までの特別公演を含めると足掛け24年にわたり出演する。
また、世界各国で公演されている同作の世界ベストキャストに選ばれ、日本の女優として初めて英国王室主催のコンサート『ザ・ロイヤル・バラエティ・パフォーマンス』（1987年）に出演し、エリザベス女王陛下にパフォーマンスを披露した。その模様は英国公共放送のBBCで全英放送された。
更に1990年には世界ベストキャストとして、レコーディングに参加したアルバム『レ・ミゼラブル／インターナショナル・キャスト盤』がアメリカにてグラミー賞を受賞するなど国際的にも高い評価を得た。
その一方、音楽活動も精力的に行い、1988年と1989年は『NHK紅白歌合戦』に２年連続で出場し、1990年代はドラマ『HOTEL』の主題歌『ステップ・バイ・ステップ』『フレンズ』『約束』がヒットした。『KAHOファーストコンサート』（1987年）から始まったコンサート活動も毎年回を重ね、1998年にはマレーシアで、2006年は台湾ツアーと海外でもコンサートを行った。
1990年、大阪梅田のショッピングセンター「阪急三番街」の開業20周年に発表されたテーマ曲『川の流れる街で』の歌唱を務める。毎時０分の時報の代わりに全館で放送されるこの曲は35年以上経った現在でも使用されている。
1994年、ピアニストで作曲・編曲家・プロデューサーの島健と結婚。和田誠、平野レミ夫妻が媒酌人を務めた。翌95年からスタートした島田歌穂＆島健Duoコンサートは、現在まで全国200ヵ所以上で公演、延べ10万人以上が来場している。
2000年代からは吹き替えにも進出し、2006年に映画『サウンド・オブ・ミュージック』マリア役（ジュリー・アンドリュース）、2017年ディズニー映画『美女と野獣』プリュメット役、2019年『メリー・ポピンズ リターンズ』トプシー役（メリル・ストリープ）、2022年『魔法にかけられて2』マルヴィーナ役の吹き替えを務めた。これと並行して、東京ディズニーシーのスペシャルイベントの楽曲『Thanks to You』『Welcome to Christmas』『We Go On』の歌唱を務めている。
2003年、大阪芸術大学 芸術学部 舞台芸術学科 助教授に就任。2007年から教授に就任した。
2008年、祖母の人生を綴った著書『私の祖母は「101歳のお嬢さま」』（潮出版社）を出版。
2014年、デビュー40周年記念アルバムとして、レーベルの枠を超えた初の自選オールタイムベスト『MY GRATITUDE』、島健とのデュオによる初のJazzアルバム『いつか聴いた歌』（和田誠監修）を同時リリース。『MY GRATITUDE』は宇野亞喜良氏、『いつか聴いた歌』は和田誠氏の書き下ろしジャケットを使用している。
2019年には、デビュー45周年を迎え、男性アーティストの名曲の数々をカバーしたアルバム『Slow Ballade －おとこごころ－』をリリース。アルバムジャケットは、わたせせいぞう氏の書き下ろしジャケットである。
2024年、デビュー50周年を迎え、ディズニー公式カバーアルバム『島田歌穂・シングス・ディズニー』をリリースした。アルバムジャケットはディズニーオリジナルの書き下ろしジャケット。

## 人物
- 創価学会の信者である。1993年に発売された創価学会系の企業であるシナノ企画が発売したビデオ『すばらしきわが人生 Part2』にも出演し、そこでは1974年（昭和49年）に入信したと紹介された。

### 舞台・歌
- ミュージカル「レ・ミゼラブル」でエポニーヌを演じた島田は2020年に受けた朝日新聞の取材で「当時は映像資料やWEBサイトなどもなく、曲をレコードで聴いただけ」と話し、同作のオーディションに挑んで合格したことを述懐した[12]。島田はこのインタビューで芸能界デビューした当時の父親と母親の反応も語っている[12]。
- 『ビリー・エリオット〜リトル・ダンサー〜』でウィルキンソン先生[注 3]を演じた島田はブロードウェイで同作を鑑賞したとき、（作品の素晴らしさに）「全てを詰め込んだミュージカルがあるんだ」と感動し、「しばらく席から立ち上がれなかったくらいでした」と続けた[14]。同作品の稽古で島田は演技・歌・ダンスの細かい指導があり、そのすべてに緻密な演出があった。でも、あの感動はこのくらいの大変さがないと生み出せないんだな」と振り返っている[14]。
- 舞台のほか、各オーケストラや交響楽団とのコンサートも数多く行っている。楽曲のレパートリーはミュージカルのほか、ジャズ・ポップス・民謡に至るまで幅広い[15]。
- 2023年にキングレコードの取材を受けた島田は同レコード会社に在籍していた当時のことを振り返り、「『冬の雨』は夫婦の原点の曲、いわば初めての共同作業」（後に島田の夫となる島健が作曲[16]）と語り、ドラマ『HOTEL』の曲を歌ったことを「本当に幸せな事でした」と振り返り、「これからも大切に歌わせていただきたいと思っています」と続けた[17]。

## 出演

### 舞台
- シンデレラ（1982年） - シンデレラ 役
- レ・ミゼラブル（1987年 - 2001年、2005年、2007年、2011年[注 4]） - エポニーヌ 役
- こまつ座
  - 日本人のへそ（1985年）
  - イーハトボの劇列車（1986年）
  - 花よりタンゴ（1986年）
  - 黙阿彌オペラ（1997年、2000年）
- スウィート・チャリティー（1992年） - チャリティ・ホープ・ヴァレンタイン 役
- アニーよ銃をとれ（1988年） - アニー役
- SHE LOVES ME（1995年）
- ロミオ＆ジュリエット（1996年） - ジュリエット役[18]
- 音楽劇 ブッダ（1998年）
- Tne Rink（1998年、2000年）
- and THE WORLD GOES 'ROUND（1998年）
- パ・ド・ドゥ（2000年）
- Freddie〜少年フレディの物語〜（2000年 - ） - フレディ 役
- 屋根の上のヴァイオリン弾き（2001年）
- BLOOD BROTHERS（2003年）
- PLAYZONE'04 ウエストサイドストーリー（2004年）-マリア役
- ミュージカル座 ひめゆり（2005年）
- ベガーズ・オペラ（2006年、2008年）
- DOWNTOWN FOLLIES（2002年 - 2010年）
  - DOWNTOWN FOLLIES番外編 "そっとおやすみ・KILLING YOU SOFTLY"（2007年）
- 地人会 飢餓海峡（2006年） - 杉戸八重 役
- テネシー・ワルツ〜江利チエミ物語〜（2005年 - 2007年） - 江利チエミ 役
- 蝶々さん（2007年・2011年）
- The Light in the Piazza（2007年）
- テーブル・マナー（2009年）
- ZORRO THE MUSICAL（2011年） - イネス 役
- この子たちの夏（2011年 - 2023年）
- イロアセル（2011年）
- 三文オペラ（2014年） - 酒場のジェニー 役[19][20][21]
- 海に響く軍靴〜FOOTSTEPS IN THE PACIFIC〜（2015年）
- 天空の恋〜谷崎と猫と三人の女〜（2016年） - 谷崎松子 役[22]
- 誰も喋ってはならぬ！（2016年）
- ビリー・エリオット 〜リトル・ダンサー〜（2017年） - ウィルキンソン先生 役[13]
- メリー・ポピンズ（2018年・2022年・2026年） - バードウーマン 役、ミス・アンドリュー 役[注 5][23]
- ナイツ・テイル ー騎士物語ー（2018年・2021年・2025年〈予定〉） - ヒポリタ 役[24]
- 沖縄世（2020年）
- VIOLET（2020年）
- モンテンルパ（2021年・2024年・2025年）[25]
- アメリカン・ラプソディ（2022年・2023年）
- Endless SHOCK（2022年・2023年） - オーナー役[注 6]
- Endless SHOCK -Eternal-（2023年） - オーナー 役[注 7]
- プロデューサーズ（2024年） - ホールドミー・タッチミー 役（友近とWキャスト）[27]

### テレビ
- 音楽・夢コレクション（1989年 - 1991年、NHK） - レギュラー
- 青春のポップス（1999年 - 2002年、NHK）
- アジア語楽紀行 旅するマレーシア （2007年4月 - 5月） - 語り手
- 映画音楽に乾杯!（2010年2月21日・6月27日・10月31日・12月26日、NHK-BS2）

### NHK紅白歌合戦出場歴
| 年度/放送回               | 回 | 曲目                          | 出演順 | 対戦相手         |
| ------------------------- | -- | ----------------------------- | ------ | ---------------- |
| 1988年（昭和63年）/第39回 | 初 | オン・マイ・オウン-On My Own- | 11/21  | タイム・ファイブ |
| 1989年（平成元年）/第40回 | 2  | I AM CHANGING                 | 13/20  | 市村正親         |

注意点
- 出演順は「出演順/出場者数」で表す。

### テレビドラマ
- どっこい大作 第50話「ひげのないサンタクロース」（1973年） - 中川絵美 役
- がんばれ!!ロボコン（1974年 - 1977年） - ロビンちゃん 役
- 大鉄人17（1977年） - 佐原ルミ 役
- 吉宗評判記 暴れん坊将軍 第36話「天を欺く泣きぼくろ」（1978年） - お冬 役
- 柳生一族の陰謀 第4話「大奥の妖女」（1978年） - ぬい 役
- 宇宙からのメッセージ・銀河大戦（1978年） - ハナ 役
- 俺はあばれはっちゃく（1979年）- 桜間てるほ 役
- 服部半蔵 影の軍団（1980年） - お菊 役
- 新・江戸の旋風 第21話「肝っ玉もんの恋」（1980年） - とよ 役
- GOGO! チアガール（1980年 - 1981年） - 野村亜矢 役
- 國語元年（1985年） - 御田ちよ 役
- HOTEL（1994年） - 彩子 役[注 8]

### ラジオ
- FMシアター「ミュージカルファンタジー・人魚の森」（1989年、NHK-FM)

### 映画
- ロボコンの大冒険（1976年、東映） - ロビンちゃん 役
- 赤穂城断絶（1978年、東映）
- 徳川一族の崩壊（1980年、東映）
- 怖がる人々（1994年、松竹）
- TAP THE LAST SHOW （2017年） - 八王子のジンジャー 役
- カムイのうた（2024年、トリプルアップ） - イヌイェマツ 役[29][30]

### 吹き替え
- サウンド・オブ・ミュージック（2006年） - マリア〈ジュリー・アンドリュース〉 役 ※ファミリーバージョン（DVD）
- 美女と野獣（2017年） - プリュメット 役[31]
- メリー・ポピンズ リターンズ（2019年） - トプシー〈メリル・ストリープ〉 役[32]
- 魔法にかけられて2（2022年） - マルヴィーナ 役

### その他
- 姫路百祭シロトピア・姫路シロトピア博イベントテーマソング「夢あるまち」（1989年）
- 阪急三番街テーマソング「川の流れる街で」（1990年）
- 関西電力 花の万博『ひかりのパビリオン』[注 9]イメージソング「ひかりForever」（1990年）[注 10]
- シナノ企画『すばらしきわが人生 Part2』（1993年）
- 東京ディズニーシースペシャルイベント
  - 『ディズニーシー・シンフォニー』（2002年、2004年）「Thanks to You」
  - 『ハーバーサイド・クリスマス』（2004年 - 2008年）「Welcome to Christmas」
  - 『ニューイヤーズ・イヴ・セレブレーション』（2004年 - 2010年）「We Go On」
- 宝くじ文化公演事業「宝くじおしゃべり音楽館」コンサート
- ２代目帝国劇場最終公演「THE BEST New HISTORY COMING」（2025年）[33]

## ディスコグラフィー

### シングル
| 発売日          | 規格           | 規格品番       | 面             | タイトル                                                             | 作詞              | 作曲                | 編曲             |
| トリオレコード  | トリオレコード | トリオレコード | トリオレコード | トリオレコード                                                       | トリオレコード    | トリオレコード      | トリオレコード   |
| --------------- | -------------- | -------------- | -------------- | -------------------------------------------------------------------- | ----------------- | ------------------- | ---------------- |
| 1981年4月25日   | EP             | 3B-701         | A              | マンガチック ロマンス                                                | 岡田冨美子        | 大野克夫            | 大野克夫         |
| 1981年4月25日   | EP             | 3B-701         | B              | 恋するシャボン・ギャル                                               | 岡田冨美子        | 大野克夫            | 大野克夫         |
| 1981年8月       | EP             | 3B-716         | A              | 今がチャンス！                                                       | 峰尾勝巳          | 武谷光              | 宮川泰           |
| 1981年8月       | EP             | 3B-716         | B              | グローイング・アップ                                                 | 峰尾勝巳          | 武谷光              | 宮川泰           |
| 1982年1月       | EP             | 3B-725         | A              | 恋は馬車にのって                                                     | なかにし礼        | 西谷翔              | 馬飼野康二       |
| 1982年1月       | EP             | 3B-725         | B              | 愛のテンペスト                                                       | なかにし礼        | 西谷翔              | 田辺信一         |
| 1982年9月       | EP             | 3B-739         | A              | ふりむけば愛                                                         | なかにし礼        | 筒美京平            | 松井忠重         |
| 1982年9月       | EP             | 3B-739         | B              | 海が見たいの                                                         | なかにし礼        | 筒美京平            | 馬飼野康二       |
| インディーズ    |                |                |                |                                                                      |                   |                     |                  |
| 1990年          | 8cmCD          |                | 1              | 富士よ夢よ友よ しずおか賛歌                                          | 白鳥時次          | 南荘宏              |                  |
| 1990年          | 8cmCD          |                | 1              | PARADISE IN THE RIVER CITY 川の流れる街で                            | 小林公平          | 石川大明            |                  |
| 1990年          | 8cmCD          |                | 1              | 風のシンフォニー                                                     | 真納愛理          | 小杉仁三            |                  |
| キングレコード  |                |                |                |                                                                      |                   |                     |                  |
| 1990年6月21日   | 8cmCD          | KIDS-8         | 1              | Smile again                                                          | Kaho              | 羽場仁志            |                  |
| 1990年6月21日   | 8cmCD          | KIDS-8         | 2              | あの頃のまま                                                         | 呉田軽穂          | 呉田軽穂            |                  |
| 1990年12月21日  | 8cmCD          | KIDS-30        | 1              | 昨日の夜から                                                         | 都志見隆          | 都志見隆            |                  |
| 1990年12月21日  | 8cmCD          | KIDS-30        | 2              | All You Need Is Music                                                | 安藤芳彦          | 羽場仁志            |                  |
| 1992年2月5日    | 8cmCD          | KIDS-73        | 1              | ステップ・バイ・ステップ                                             | 訳詞・秋元康      |                     | 義野裕明         |
| 1992年2月5日    | 8cmCD          | KIDS-73        | 2              | FRIENDS                                                              | 訳詞・秋元康      |                     | 義野裕明         |
| 1992年7月22日   | 8cmCD          | KIDS-87        | 1              | CHANCE〜夢はとまらない〜                                             | 訳詞・坂田和子    |                     | 伊藤心太郎＆TAKU |
| 1992年7月22日   | 8cmCD          | KIDS-87        | 2              | メリーゴーランド                                                     | Kaho              | Kaho                | 島健             |
| 1993年5月29日   | 8cmCD          | KIDS-140       | 1              | Wedding Road                                                         | 松井美菜          | 林田まりい          |                  |
| 1993年5月29日   | 8cmCD          | KIDS-140       | 2              | Smile again                                                          | Kaho              | 羽場仁志            |                  |
| 1994年5月25日   | 8cmCD          | KIDS-186       | 1              | 君にできること                                                       | 訳詞・秋元康      |                     | 義野裕明         |
| 1994年5月25日   | 8cmCD          | KIDS-186       | 2              | 真実の愛はただひとつだけ                                             | 訳詞・秋元康      |                     | 義野裕明         |
| 1995年4月21日   | 8cmCD          | KIDS-227       | 1              | 約束                                                                 | 秋元康            | 義野裕明            | 義野裕明         |
| 1995年4月21日   | 8cmCD          | KIDS-227       | 2              | いつでもあなたを愛してる〜愛の歌                                     | 秋元康            | 義野裕明            | 義野裕明         |
| 東芝EMI         |                |                |                |                                                                      |                   |                     |                  |
| 1997年12月10日  | 8cmCD          | TODT-5096      | 1              | 今日もいい天気                                                       | Kaho、May Sumarna | May Sumarna         |                  |
| 1997年12月10日  | 8cmCD          | TODT-5096      | 2              | うたかたの恋〜Ultima Batucada                                        | Kaho              | 池田洋一/久保田麻琴 |                  |
| 1998年9月18日   | 8cmCD          | TODT-5199      | 1              | タイム・トゥ・セイ・グッバイ 〜さよならの時刻（とき）                | 訳詞・松本隆      |                     | 池田洋一         |
| 1998年9月18日   | 8cmCD          | TODT-5199      | 2              | タイム・トゥ・セイ・グッバイ 〜さよならの時刻（とき）（ピアノ ver.） |                   |                     | 島健             |
| Aux Sables      |                |                |                |                                                                      |                   |                     |                  |
| 2012年7月25日   | CD             | AUXS-2001      | 1              | 一枚の写真                                                           | 谷山浩子          | 谷山浩子            |                  |
| 2012年7月25日   | CD             | AUXS-2001      | 2              | 一枚の写真（カラオケ、コーラス入り）                                 |                   | 谷山浩子            |                  |
| Harmonics Japan |                |                |                |                                                                      |                   |                     |                  |
| 2015年7月3日    | CD             | HJCM-1001      | 1              | 母 −MOTHER−（日本語 ver.）                                           | 山本伸一          | 松原真美/松本真理子 | 島健             |
| 2015年7月3日    | CD             | HJCM-1001      | 2              | 母 −MOTHER−（英語 ver.）                                             | 訳詞・Wayne Green |                     |                  |

### アルバム
- AFTER VALENTINE（1989年）
- DISTRACTIONS（1990年）
- All you need is music（1990年）
- I'm just a woman（1991年）
- HOTEL〜kaho shimada Selection〜（1992年）
- Loving My Soul（1992年）
- Will You Dance?（1992年）
- HOTEL〜kaho shimada Selection 2〜（1994年）
- drama「HOTEL」Original Sound Track（1994年）
- now and forever（1994年）
- HOTEL〜kaho shimada Selection3〜（1995年）
- DUO K&K in Ballade（1995年）
- HOTEL〜kaho shimada　Selection4〜（1996年）
- MALACCA（1997年、EMI ミュージックジャパン）
- ROBIN'99（1998年）
- COOL BEAUTY（2002年）
- 島田歌穂ベスト（2003年、キングレコード）
- SOMETHING'S COMING（2004年）
- One Woman Series vol.1（2008年）
- 島田歌穂パーフェクト・ベスト（2010年7月、キングレコード）
- Duo（2010年）
- Duo 2（2011年）
- Duo 3（2012年）
- MY GRATITUDE −All Time Best−（2014年）
- いつか聴いた歌（2014年）
- Duo 4（2017年）
- Slow Ballade －おとこごころ－（2019年）
- 島田歌穂・シングス・ディズニー（2024年）

### 参加作品
- 宇野誠一郎作品集
- 「風立ちぬ」 - 稲垣潤一デュエットカバーアルバム『男と女5』（2015年9月30日）収録[34]
- 「雨が止んだら」 - 日比谷ブロードウェイのシングル（2025年5月28日）

## 受賞
- 1986年 第24回ゴールデン・アロー賞新人賞（演劇）
- 1987年 Swing JOURNAL誌「ジャズ ヴォーカル」新人賞
- 1988年 第38回芸術選奨文部大臣新人賞（大衆芸能部門）
- 1990年 第32回米国グラミー賞「Best Musical Cast Show Album」（レ・ミゼラブル／インターナショナル・キャスト盤）
- 1996年 第21回菊田一夫演劇賞
- 2002年 第4回東京芸術劇場月間ミュージカル公演 優秀賞（島健と合同受賞）
- 2003年 月刊ミュージカル「ミュージカルベストテン」女優部門 第1位
- 2005年 月刊ミュージカル「ミュージカルベストテン」女優部門 第1位
- 2006年 第27回松尾芸能賞優秀賞（演劇）
- 2007年 第41回紀伊國屋演劇賞（個人賞）
- 2007年 第14回読売演劇大賞優秀女優賞
- 2007年 月刊ミュージカル「ミュージカルベストテン」女優部門 第1位